# Consonant bategant
Una consonant bategant (o simplement bategant en l'àmbit de la fonètica) és aquella consonant on hi ha un contacte ràpid de la llengua amb algun punt de la boca sense que es talli en cap moment el pas de l'aire de manera total (és a dir, sense produir una oclusiva). Quan una bategant es pronuncia fent el contacte de manera repetida s'obté un so vibrant.
L'AFI reconeix quatre tipus de bategants com a fonema:
- la bategant alveolar sonora (en català és l'única que existeix, per exemple en "cara")
- la bategant retroflexa
- la bategant labiodental